# Кэмпбелл, Дональд Томас
Дональд Томас Кэмпбелл (англ. Donald Thomas Campbell; 20 ноября 1916 — 5 мая 1996) — американский психолог, социолог и философ. Доктор. Член Национальной академии наук США (1973) и Американского философского общества (1993), президент Американской психологической ассоциации (1975). 
Известен работами в области методологии и как автор термина «эволюционная эпистемология».

## Биография
В 1939 году окончил Калифорнийский университет в Беркли, получив степень бакалавра по психологии. Во время Второй мировой войны служил в резерве ВМС США. В 1947 году защитил докторскую диссертацию по психологии в Калифорнийском университете в Беркли. Затем преподавал в Университете штата Огайо, Чикагском университете, Лихайском университете, Северо-западном университете (1953—1979) и Сиракузском университете (1979—1982). В 1973 году избран членом Национальной академии наук США. В 1975 году был президентом Американской психологической ассоциации. Почётный доктор Чикагского университета, Мичиганского университета, Флоридского университета и Южно-Калифорнийского университета. 

## Избранная библиография
- 1965, «Variation and selective retention in socio-cultural evolution». In: Herbert R. Barringer, George I. Blanksten and Raymond W. Mack (Eds.), Social change in developing areas: A reinterpretation of evolutionary theory, pp. 19-49. Cambridge, Mass.: Schenkman.
- 1966, «Experimental and Quasi-Experimental Designs for Research» with Julian C. Stanley. Chapter 5  (недоступная ссылка с 20-05-2013 [4440 дней] — история, копия)
- 1970, «Natural selection as an epistemological model». In Raoul Naroll and Ronald Cohen (Eds.), A handbook of method in cultural anthropology, pp. 51-85. New York: National History Press.
- 1972, «On the genetics of altruism and the counter-hedonic components in human culture». Journal of Social Issues 28 (3), 21-37.
- 1974, «Downward causation in hierarchically organised biological systems». In Francisco Jose Ayala and Theodosius Dobzhansky (Eds.), Studies in the philosophy of biology: Reduction and related problems, pp. 179—186. London/Bastingstoke: Macmillan.
- 1974, Unjustified variation and retention in scientific discovery. In Francisco Jose Ayala and Theodosius Dobzhansky (Eds.), Studies in the philosophy of biology: Reduction and related problems, pp. 141—161. London/Bastingstoke: Macmillan.
- 1974, «Evolutionary Epistemology.» In The philosophy of Karl R. Popper edited by P. A. Schilpp, 412—463. LaSalle, IL: Open Court.
- 1975, «On the Conflicts between Biological and Social Evolution and between Psychology and Moral Tradition.» American Psychologist 30: 1103-26.
- 1976, "Assessing the Impact of Planned Social Change, " Occasional Paper Series, Paper #8, The Public Affairs Center, Dartmouth College.   (недоступная ссылка с 20-05-2013 [4440 дней] — история, копия)
- 1979, «Quasi-Experimentation: Design and Analysis Issues for Field Settings» with Thomas D. Cook.
- 1987, «Evolutionary epistemology.» In: Evolutionary epistemology, rationality, and the sociology of knowledge, pp. 47-89.
- 1990, "Epistemological roles for selection theory, " In Evolution, cognition, and realism: Studies in evolutionary epistemology, pp. 1-19.
- 1990, «Levels of organization, downward causation, and the selection-theory approach to evolutionary epistemology». In: G. Greenberg and E. Tobach (Eds.), Theories of the evolution of knowing, pp. 1-17. Hillsdale, NJ: Lawrence Erlbaum.
- 1994, «How individual and face-to-face group selection undermine firm selection in organizational evolution». In J.A.C. Baum and J.V. Singh (Eds.) Evolutionary dynamics of organizations, pp. 23-38. New York: Oxford University Press.
- with Bickhard, M. H., 2003. «Variations in variation and selection: The ubiquity of the variation-and-selective-retention ratchet in emergent organizational complexity.» In Foundations of Science, 8(3), 215—282.

### На русском
- Дональд Т. Кэмпбелл, Галина Андреева. Модели экспериментов в социальной психологии и прикладных исследованиях. — М.: Социально-Психологический Центр, 1996. — 391 с. — ISBN 5-89121-004-5.